# Johann Friedrich Unger
Johann Friedrich Unger (ur. w sierpniu 1753 w Berlinie, zm. 26 grudnia 1804) – niemiecki drukarz, wydawca i drzeworytnik. 
Pierwsze kroki w zawodzie stawiał w drukarni dworskiej u Deckera. Zajmował się tam między innymi teorią i praktyką sztuki drzeworytniczej. W 1780 roku założył drukarnię, a w 1791 roku odlewnię czcionek w Berlinie. Jego wysiłki skupiały się wokół udoskonalenia drzeworytów oraz winiet i ozdobników wykonanych w drzewie. Te prace dały mu uznanie – w 1788 roku uzyskał tytuł drukarza Akademii Berlińskiej, w 1790 został wybrany na członka Akademie der Künste, a następnie w 1800 roku otrzymał stopień profesora sztuki drzeworytniczej. 
W 1791 roku założył gisernię i był popularyzatorem w Niemczech antykwy Didota, czcionki opracowanej przez François-Ambroise'a Didota. W latach późniejszych, pod wpływem innego niemieckiego drukarza, Johanna Breitkopfa, opracował wraz z Janem Krzysztofem Gubitzem nową frakturę Ungera (Unger-Fraktur), frakturę, pozbawioną elementów wtórnych i linii zdobniczych, która stała się następnie wzorem dla narodowego pisma niemieckiego. 
Drukarnia Ungera wydawała dzieła klasyków niemieckich i angielskich. W tej drukarni wytłoczono pierwsze wydania dzieł Schillera, Szekspira i Goethego. W 1799 roku z drukarni wyszło z niej szeroko komentowane dzieło Schleiermachera – Reden über die Religion. Unger wydawał też czasopismo Vossische Zeitung i posiadał monopol na kalendarze. 
Dom Ungera był ośrodkiem kulturalnym towarzystwa berlińskiego. On sam często nie zwracał uwagi na finansowe aspekty prowadzenia drukarni, co było powodem późniejszych kłopotów spadkobierców. Po jego śmierci firmę przejęła żona, która prowadziła ją przy pomocy kierownika Jana Eliakima Helicze, krótko trwałego właściciela pierwszej w Polsce drukarni żydowskiej. W 1820 roku drukarnie przejął Trowitzsh. 